# 高岭 (1964年)
高岭（1964年—），男性，陕西绥德人，汉族，九三学社成员，中华人民共和国政治人物、第十二届全国人民代表大会陕西地区代表。

## 人物经历
高岭毕业于西北大学计算机软件专业。曾于2013年、2018年二度当选全国人大代表。
2023年1月，当选为陕西省政协副主席。